# Marginalnytta
Marginalnytta är den ekonomiska termen för den nytta (behovstillfredsställelse) individen får av ytterligare en konsumerad vara.